# Antonín František Bečvařovský
Antonín František Bečvařovský, psán také Antonín Felix Beczwarzowsky, Betschwarzovsky aj. (9. dubna 1754 Mladá Boleslav – 15. května 1823 Berlín), byl český hudební skladatel.

## Život
Studoval na piaristickém gymnáziu v Kosmonosích. V hudbě byl žákem Jana Křtitele Kuchaře. Nejprve byl varhaníkem v kostele sv. Jakuba v Praze.
V roce 1779 odešel do Německa a stal se varhaníkem katedrály v Braunschweigu. Kolem roku 1787 získal místo kapelníka na dvoře vévody Ferdinanda von Braunschweig-Wolfenbüttel. Později působil v Bamberku a od roku 1800 již trvale v Berlíně, kde také 15. května 1823 zemřel.

## Dílo
Jeho rozsáhlá tvorba stojí na pomezí klasicismu a romantismu. Přestože většinu svého života prožil v německém prostředí, zůstaly, zejména v jeho klavírních koncertech, patrné znaky české melodiky.
Komponoval zejména pro klavír, varhany a komorní soubory s klavírem (četná tria). Oblíbené byly zejména jeho písně na texty Goetha, Friedricha Schillera, Christiana Körnera a klavírní koncerty. Písně pro svou emocionální působivost a koncerty pro svou virtuozitu, která umožňovala sólistům předvést svou techniku. Jeho skladby byly vydávány předními evropskými hudebními vydavatelstvími.
Byl vynikající hudební pedagog. Dodnes je živá jeho instruktivní literatura (prstová cvičení, etudy, sonatiny).